# Lang leve de koningin
Pour plus de détails, voir Fiche technique et Distribution.
Lang leve de koningin (littéralement « longue vie à la reine ») est un film néerlandais réalisé par Esmé Lammers, sorti en 1995.

## Synopsis
L'histoire féerique d'une petite fille qui apprend à jouer aux échecs et rencontre son père.

## Fiche technique
- Titre : Lang leve de koningin
- Réalisation : Esmé Lammers
- Scénario : Esmé Lammers
- Musique : Paul M. van Brugge
- Photographie : Marc Felperlaan
- Montage : Mark Glynne et Hans van Dongen
- Production : Laurens Geels et Dick Maas
- Société de production : First Floor Features
- Société de distribution : Concorde Film (Pays-Bas)
- Pays :  Pays-Bas
- Genre : Aventure, drame, fantastique
- Durée : 118 minutes
- Dates de sortie : 
  -  Pays-Bas : 15 novembre 1995

## Distribution
- Maja van den Broecke : la Reine noire
- Lisa De Rooy : Susanne de Wall, la mère de Sara
- Cas Enklaar : le Fou blanc
- Derek de Lint : Bob Hooke, le père de Sara
- Rudolf Lucieer : Teacher
- Pieter Lutz : le grand-père de Sara
- Tiba Tossijn : Sara
- Serge-Henri Valcke : le Roi noir
- Monique van de Ven : la Reine blanche
- Jack Wouterse : le Roi blanc
- Karen Baars : Alice
- Piet Bestebroer : le Fou noir
- Chandor van de Zande : Thomas
- Kay Depeweg : Peter
- Sophia Dijkgraaf : Mariette

## Distinctions
Le film a reçu 3 nominations aux Veaux d'or et a remporté le prix du Meilleur film. Il a été sélectionné pour représenter les Pays-Bas à l'Oscar du meilleur film en langue étrangère mais n'a pas été nommé.